# 문남숙
문남숙(1976년 10월 17일 ~ )은 한국의 여자 성우다. 2002년 MBC 16기 공채 성우로 데뷔했다. 타요와 도라에몽의 성우로 유명하다.

## 출연작품

### TV 애니메이션
- 공룡킹 어드벤처(재능TV) - 렉스
- 피치피치핏치(애니원) - 코코 / 아마기 미칼
- 도라에몽(대원방송) - 도라에몽(신 도라에몽 8기까지)
- 도라에몽 극장판(챔프TV) - 도라에몽
- 띠띠뽀 띠띠뽀, 꼬마버스 타요(EBS) - 타요 띠띠뽀
- xxx HOLIC(애니박스) - 히마와리
  - xxx HOLIC2(애니박스) - 히마와리
  - xxx HOLIC 극장판 - 한 여름의 꿈(애니박스) - 히마와리
- 유희왕 듀얼몬스터즈(대원방송) - 모크바 / 조앤
- 쥬얼펫 트윙클([대교방송]]) - 사라
- 트랜스포머 갤럭시포스(대원방송) - 버드한슨 / 홉 / 크로미아
- 마법소녀 위치2기 (대원방송) - 헤이 린
- 명탐정 코난 - 탁혜미(16기 34화), 민순정(16기 35화)
- 투러브 트러블(애니박스) - 룬, 렌
- 닌자보이 란타로 - 이나데라 란타로
- 네모바지 스폰지밥 - 각종 단역
- 슈퍼햄스밴드(MBC)
- 개구쟁이 스머프(닉) - 욕심이스머프
- 진구의 인어대해전 - 도라에몽
- 아르세우스 초극의 시공으로 - 시나
- 아드레날린 브라더스(카툰 네트워크)
- My Life Me (EBS english) - 버치 스몰
- 쥬로링 동물탐정(KBS) - 루루/리사
- 풍인이야기 WINDY TALES (미키)
- 합체용사 플러스터(재능TV) - 토리 / 칸
- 아이 삼국유사(SBS)
- 메탈베이블레이드(투니버스) - 하늘
- 포켓몬스터 AG - 영치코
- 포켓몬스터 DP(SBS) - 마자용 / 여경 / 에이팜 / 진철(초반) / 건호 / 꼬링크 / 히포포타스 / 제이(처음) 外
- 포켓몬스터 DP 극장판(재능TV) - 마자용
- 포켓몬스터 (재능TV) - 단풍
- 빛의 전사 프리큐어 Max Heart(대원방송) - 해피렝
- 짱구는 못말려(SBS) - 배우경 / 리사 아스피린
- 버블버블 인어친구들(니켈로디언)
- 안녕 토토비(MBC)
- 위스컬 삐요(투니버스) - 유나
- 윈디 테일즈(애니맥스) - 미키
- 헌터X헌터(애니원) - 카르트 / 방송 / 엘리베이터 걸 / 아나운서1
- 헌터X헌터 OVA(애니박스) - 비스켓
- 골프천재 탄도(챔프)
- 썬더 일레븐GO(재능TV) - 천마루
- 극장판 썬더일레븐 GO VS 골판지 전사 W - 천마루
- 엄마 까투리(EBS) - 무당벌레 / 고양이
- 출동! 슈퍼윙스(EBS) - 호기
- M-3 특공대(MBC)
- 페이퍼 월드(MBC)
- 마루코는 아홉살(애니맥스) - 미유
- 겁쟁이 다람쥐 토토리(애니맥스) - 샐리
- 하야테처럼(애니맥스) - 아이자와 / 오코우치 타이가 / 쿠레사토 시온
- 모레의 방향(애니맥스) - 토고
- 은반의 수호천사(애니맥스) - 시토 쿄코
- 동경대부(애니맥스) - 간호사
- 그녀는 매직걸(애니맥스) - 니지하라 마린
- 엔젤 테일즈(애니맥스) - 개 나나
- 프로젝트 블루 지구 SOS(애니박스) - 앤더슨 / 수수께끼의 소년
- 독수리 오형제 극장판(애니박스) - 준 3호
- 개그만화 보기 좋은 날(애니박스)
- 스쿨럼블(챔프) - 아네가사키 타에
- 스쿨럼블 OVA 1학기 보충수업(애니원) - 오오츠카 마이 / 유키 츠무기
- SUPER ROBOT MONKEY(챔프) - 노바
- 심술고양이 가필드(재능TV)
- 부릉부릉 친구들(재능TV) - 마리아 / 이제이
- 두루피(재능TV)
- 레고 닌자고(니켈로디언) - 로이드 가마돈, 에드나, 스카일라
- 지옥소녀(애니맥스) - 시바타 미나미 / 할머니
- 츠바사 크로니클(투니버스) - 사이토 마사요시
- 눈의 여왕(애니원)
- 극상학생회(챔프) - 우라토 / 아기 엄마
- 블리치(애니맥스) - 네리엘 투 오델슈방크
- 소년탐정 김전일 Original(챔프) - 아스미
- 닌자거북이 2012(니켈로디언)- 카라이
- 몬스터VS에일리언(니켈로디언) - 수잔
- 파워퍼프걸(카툰네트워크) - 버터컵
- 퍼피 구조대 - 마셜
  - 퍼피 구조대 더 무비 - 마셜
- 반짝반짝 캐치! 티니핑 - 방글핑
- 꼬마버스 타요(EBS) - 타요, 별타요
- 뚜바뚜바 눈보리(EBS) - 루키보리
- 요절복통 사총사(EBS) - 버츠
- 피터 팬(EBS) - 마이클
- 초속변형 자이로제타(투니버스) - 차마루
- 책갈피 요정 또보 (MBC) - 또보
- 몬스터헌터 스토리즈 라이드온 (카툰네트워크) - 네비루
- 하이퍼 레스큐 드라이브 헤드 (애니맥스) - 차고우
- 하늘에서 음식이 내린다면 - 샘 스팍스

### 극장용 애니메이션
- 슈퍼 마리오 브라더스(2023년) - 피치 공주
- 기기괴괴 성형수(2020년) - 예지

### 영화
- 톨 걸 (넷플릭스) - 조디(에이바 미셸)
- 어벤저스 2 - 완다 막시모프 / 스칼렛 위치(엘리자베스 올슨)
- 어벤져스: 인피니티 워 - 완다 막시모프 / 스칼렛 위치(엘리자베스 올슨)
- 어벤져스: 엔드게임 - 완다 막시모프 / 스칼렛 위치(엘리자베스 올슨)
- 캡틴 아메리카: 시빌 워 - 완다 막시모프 / 스칼렛 위치(엘리자베스 올슨)
- 닥터 스트레인지: 대혼돈의 멀티버스 - 완다 막시모프 / 스칼렛 위치(엘리자베스 올슨)
- 콘 에어(MBC) - 트리샤 포우 (모니카 포터)
- 언더월드(MBC) - 에리카 (소피아 마일즈)
- 토네이도(MBC) - 티나 (코르넬리아 그뢰셀)
- 아이덴티티(SBS) - 지니(클리어 듀발) / 티모시(브렛 로어)
- 캥거루 잭(SBS) - 애나(다이언 캐넌)
- 세상의 중심에서 사랑을 외치다(MBC) - 공항 안내방송
- 미션 임파서블 3(MBC) - 줄리의 친구(트레이시 미든도프)
- 살아있는 시체들의 밤(1968년) - 주디
- 사랑할 때 버려야 할 아까운 것들(SBS) - 크리스티(케이디 스트리클런드)
- 유니버셜 솔져2(SBS)
- DOA(MBC) - 아야네 (나타시아 말테)
- 쉬즈 더 맨(MBC) - 바이올라 (아만다 바인즈)
- 시카고(MBC) - 키티 (루시 리우)
- 대진제국(MBC) - 형옥 (제방)
- 애프터 썬셋(MBC) - 게일(리사 손힐)
- 청사(MBC)
- 모래와 안개의 집(MBC) - 캐롤 (킴 딕켄스) / 소라야 (나비 라워) 외
- 브링 잇 온(MBC)
- 아담스 패밀리(MBC)
- 아담스 패밀리2(MBC)
- 프로젝트 B(MBC) - 모리모토의 아들(미후네 리키야)
- 상하이 나이츠(MBC)
- 장군의 딸(MBC) - 엘리자베스 캠벨 (레슬리 스테판슨)
- 더블 크라임(MBC) - 어린 메티(벤자민 위어)
- 바닐라 스카이(MBC) - 엠마(이바나 밀리체비치)
- 닉 오브 타임(MBC)
- 위트니스(MBC)
- 겜블(MBC)
- 동방삼협(MBC)
- 롤러볼(MBC)
- 판타스틱 소녀 백서(MBC)
- 닥터 두리틀(MBC) - 마야 (카일라 프랫)
- 우나기(MBC) - 야마시타의 아내(테라다 치호)
- 아이엠 샘(MBC) - 마가렛 (로레타 디바인)
- 포레스트 검프(MBC)
- 파이트 클럽(MBC)
- 에어 콘트롤(MBC)
- 메이드 인 아메리카(MBC)
- 링(MBC)
- 폴리스 스토리(MBC) - 방송 진행자(로민의)
- 폴리스 스토리 2(MBC) - 승무원(강흔연) / 회장의 비서(황만응)
- 폴리스 스토리 3(MBC)
- 링2(MBC)
- 1408(MBC) - 서점 손님(알렉산드라 실버)
- 바이센테니얼 맨(MBC)
- 에어 포스 원(MBC) - 딸(리젤 매튜스)
- 빅 히트(MBC)
- 히 러브스 미(MBC)
- 싸늘한 여름(MBC)
- 고스포드 파크(MBC)
- 정복자 펠레(MBC) - 카르나(안나 리세 허쉬 비에룸)
- 51번째 주(MBC)
- 시빌 액션(MBC) - 캐시 (메리 마라)
- 스트레이트 슈터(MBC)
- 엘프(MBC) - 기자(클레어 로티에)
- 피아니스트(MBC) - 이웃 주민(카타지나 피구라)
- 옹박(MBC) - 넥 (렁그라위 바이진다쿨)
- 소친친(MBC)
- 부라보 투 제로(MBC)
- 위험한 정사(MBC)
- 스틸(MBC) - 방송 앵커(로지 에데)
- 타이쿠스(MBC)
- 4월 이야기(MBC) - 우츠키의 동생(마츠모토 키오)
- 파워 오브 원(MBC)
- 질리안의 37번째 생일에(MBC)
- 어댑테이션(MBC)
- 볼링 포 콜럼바인(MBC)
- 체인 리액션(MBC)
- 가위손(MBC) - 에스머랄다(오-랜 존스)
- 구름 속의 산책(MBC)
- 론머맨(MBC)
- 황비홍2(MBC)
- 애수(MBC)
- 황비홍(MBC)
- 헨리 이야기(MBC)
- 클리핑행어 - 죽음의 질주(MBC)
- 파이터 블루(MBC)
- 패스트 & 퓨리스(MBC)
- 스타워즈 에피소드 5: 제국의 역습(MBC) - 드로이드(캐리 먼로)
- 동방삼협2(MBC)
- 캐릭터(MBC)
- 블레이드2(MBC) - 벨레인(마리트 벨르 카일)
- AD 2000(MBC)
- 윌로우(MBC)
- 본 콜렉터(MBC) - 아내(올리비아 벌크런드)
- 디레일드(MBC)
- 씬 레드 라인(MBC)
- 스콜피온 킹(MBC)
- 아스테릭스 2: 미션 클레오파트라(MBC) - 카르타푸스(샹탈 로비)
- 산드라 블록의 28일 동안(MBC) - 스태브로스 (Lisa Sutton)
- 뉴욕의 가을(MBC)
- 순류역류(MBC) - 요근
- 갱스 오브 뉴욕(MBC)
- 책상서랍 속의 동화(MBC)
- 철도원(MBC)
- 빅 대디(MBC) - 술집 종업원(재키 샌들러)
- 집으로 가는 길(MBC)
- 레슬링 소년 제이스(EBS) - 메리 (알렉산드라 토레슨)
- 스트리트 파이터(MBC)
- 세 얼간이(MBC) - 피아 (카리나 카푸르)
- 그들만의 리그(MBC)
- 소살리토(MBC) - 바텐더(다니엘 레빈)
- 우주소년 제논(EBS) - 네블라 (섀디아 시몬스)
- 파워 오브 원(MBC) - PK 엄마(트레이시 브룩스 스워프)
- 하늘과 땅(MBC) - 리리의 친구(비비안 스트라우스)
- 중안조 (MBC) - 경찰(진혜영)

### 방송
- 24(MBC)
- CSI 과학수사대(MBC)
- CSI 뉴욕(MBC)
- CSI 마이애미(MBC)
- 희망 릴레이 일자리 119(KBS)
- MBC 프라임(MBC)
- 밴드 오브 브라더스(MBC)
- 종착역(MBC)
- 아이칼리(니켈로디언)
- 철완탐정 로보타크(재능TV)
- 2006 장애인의 날 특집 생방송(MBC)
- 스포츠 매거진(MBC)
- 로그인 싱싱뉴스(MBC)
- 감성매거진 행복한 오후(KBS)
- 똑?똑! 키즈스쿨(MBC) - 똑이(1대)
- MBC 다큐프라임 347회 : 시장으로 간 셰프들 (MBC) - 내레이션

### 특촬물
- 가면라이더 블레이드 (챔프 / 애니원) - 아마네 (카지와라 히카리)
- 퓨어엔젤 미라클 매직 (투니버스) - 간호사

### 웹 시리즈
- 완다비전 - 완다 막시모프 / 스칼렛 위치((엘리자베스 올슨)

### 게임
- 레이튼 미스터리 저니: 일곱 대부호의 음모 - 제럴딘 로이어
- 리틀빅플래닛1 - 나레이터
- 리틀빅플래닛2 - 나레이터
- 리그 오브 레전드 - 나르

## DJ 활동
- 희망방송의 두여자의 톡톡수다(http://www.hmn.or.kr/audio/talkwowan_board.asp%5B깨진+링크(과거+내용+찾기)%5D) - 성우 김선혜와 DJ로 활동하였다.

## 같이 보기
- 문화방송 성우극회